# نبرد عثمانی و سعودی
جنگ عثمانی و سعودی (به ترکی: Osmanlı-Suudi Savaşları، عربی: الحرب العثمانیة السعودیة) از اوایل سال ۱۸۱۱ تا ۱۸۱۸، بین ایالت مصر به سلطنت محمد علی پاشا (تحت حکومت امپراتوری عثمانی) و ارتش اولین دولت عربستان سعودی (امارت درعیه) بود که منجر به نابودی دولت امارت درعیه (سعودی‌ها) شد.

## تاریخچه
اگرچه محمد بن عبدالوهاب، رهبر جنبش وهابی در نامه‌های خود به‌طور غیرمستقیم انتقاداتی را از سلسله عثمانی بیان کرده بود، اما تصمیم گرفته بود به عنوان یک اقدام احتیاطی، به‌طور علنی مشروعیت امپراتوری را به چالش نکشد.
ابن عبدالوهاب ادعای خلافت آن‌ها را تصدیق نکرد، ادعایی که سلطان عبدالحمید اول پس از شکست عثمانی در جنگ روس و ترکیه در دهه ۱۷۷۰ برای معرفی خود به عنوان رهبر جهان اسلام مطرح کرد. با این حال، این بدان معنا نبود که ابن عبدالوهاب به دنبال درگیری با عثمانیان است، زیرا عقاید کلاسیک وهابی، ایجاد خلافت را برای مسلمانان یک ضرورت نمی‌دانست.
ابن عبدالوهاب از فرسایش اخلاق دینی در ویلایت‌های همسایه عثمانی نگران بود و از عملکرد اداری امپراتوری عثمانی ایراد گرفت که به دلیل عدم اجرای صحیح شریعت (قانون اسلامی) در قلمروهای آن از آن انتقاد کرد. وهابی‌ها الگوی دینی و سیاسی جایگزینی برای عثمانی‌ها ارائه کردند و آنها نیز بر مبنایی متفاوت مدعی رهبری اسلامی بودند.
سرانجام سال‌ها پس از مرگ ابن عبدالوهاب، خصومت‌ها و بی‌اعتمادی‌های سیاسی، وهابی‌ها و عثمانی‌ها را به اعلام تکفیر (تکفیر) متقابل سوق داد. در دهه ۱۷۹۰، موحدین حکومت خود را بر اکثر مناطق عربستان مرکزی تحکیم کردند. نفوذ فزاینده وهابی، غالب، شریف مکه را نگران کرد که این وضعیت را با آغاز جنگ با سعودی‌ها در سال ۱۷۹۳ پاسخ داد. تا این که در سال ۱۸۰۳ تسلیم شد. او که قصد تشکیل ائتلافی مسلحانه برای شکست موحدان را داشت، با مقامات عثمانی در استانبول مکاتبه کرد و با کافر جلوه دادن رقبای خود، با آن‌ها خصومت ورزید. اقدامات مشابهی نیز توسط حاکم بغداد انجام شد. چنین گزارش‌هایی در نهایت موفق شد که افکار بوروکراتیک عثمانی را به‌طور قابل توجهی علیه وهابی‌ها دشمن کند.
در سال ۱۷۹۷، سلیمان کبیر، فرماندار مملوک عراق، با حدود ۱۵۰۰۰ سرباز با هماهنگی شریف غالب به دیریه حمله کرد و الاحساء را به مدت یک ماه محاصره کرد. با این حال، تقویت مجدد نیروها به رهبری سعود بن عبدالعزیز، عثمانی‌ها را مجبور به عقب‌نشینی کرد. پس از سه روز درگیری، سلیمان کبیر و سعودی‌ها به توافق صلح رسیدند که قرار بود شش سال طول بکشد.
با این حال، صلح در سال ۱۸۰۱ شکسته شد، زمانی که کاروانی از زائران که توسط یک کاروان سعودی محافظت می‌شد در نزدیکی تگر غارت شد. به دستور دولت مملوک در بغداد، این حمله روابط دیپلماتیک عربستان و عثمانی رو به وخامت کامل برد و امارت دیریه لشکر بزرگی را به سمت عراق اعزام کرد.

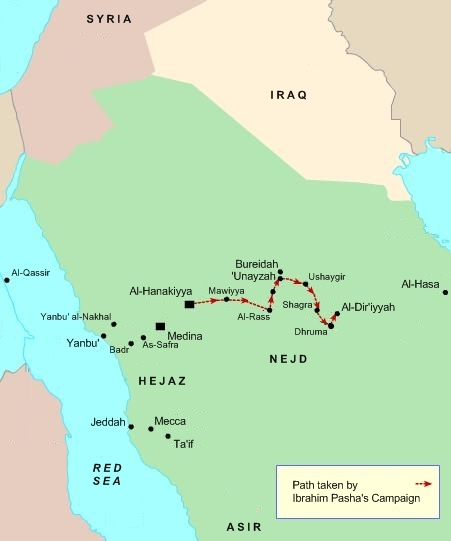
نقشه مسیر لشکرکشی ابراهیم پاشا به دیریه

در سال ۱۸۰۲، ۱۲۰۰۰ نفر وهابی کربلا را در عراق غارت کردند و حدود ۵۰۰۰ نفر را کشتند و حرم امام حسین را غارت کردند. در سال ۱۸۰۳، نیروهای سعودی به رهبری عبدالعزیز، پس از شکست غالب بن مسعید، شریف مکه وارد این شهر شدند. قتل امیر عبدالعزیز در نوامبر ۱۸۰۳ توسط یک عراقی، در حین نماز در الدرعیه، مظنون به سازماندهی توسط فرماندار مملوک بغداد بود که به شدت روابط عربستان و عثمانی را بدتر کرد. شریف غالب سخت تلاش کرده بود تا چشم‌انداز آشتی میان امارت دیریه و امپراتوری عثمانی را کاهش دهد. در درگیری‌های بعدی، وهابی‌ها تا سال مکه و مدینه را تحت کنترل داشتند. وهابی‌ها همچنین به کاروان‌های تجاری عثمانی حمله کردند که باعث وقفه در امور مالی عثمانی شد.
پس از یک جنگ ساختگی که سال‌ها به طول انجامید، جنگی همه‌جانبه بین عثمانی‌ها و سعودی‌ها درگرفت. با حمله فرماندار عثمانی مصر، محمد علی (متوفی ۱۸۴۹) به حجاز، به دستور سلطان محمود دوم عثمانی، جنگ در سال ۱۸۱۱ آغاز شد. امیر سعودی، سلطان عثمانی را تقبیح کرد و صحت ادعای خلیفه بودن و نگهبانی مقدسات حجاز را زیر سؤال برد. در پاسخ، امپراتوری عثمانی به دست نشاندهٔ جاه طلب خود، محمد علی م
صری دستور داد تا به دولت وهابی حمله کند. علی برنامه نوسازی گسترده‌ای را آغاز کرده بود که شامل گسترش قابل توجه نیروهای نظامی مصر بود. عثمانی‌ها به‌طور فزاینده‌ای نسبت به سلطنت علی محتاط شده بودند. دستور به او برای جنگ با دولت وهابی، منافع آن‌ها را نیز تأمین می‌کرد، زیرا نابودی هر یک، برای آن‌ها مفید بود. تنش بین محمد علی و سپاهیانش نیز باعث شد که او آن‌ها را به عربستان بفرستد و با جنبش وهابی بجنگد که در آن تعداد زیادی کشته شدند.